# North Island Credit Union Amphitheatre
O North Island Credit Union Amphitheatre (anteriormente conhecido como Mattress Firm Amphitheatre, Sleep Train Amphitheatre, Coors Amphitheatre e Cricket Wireless Amphitheatre) é um anfiteatro localizado em Chula Vista, Califórnia, nas proximidades do Sesame Place San Diego. Sendo um dos maiores locais para concertos na área de San Diego. Atualmente, o local é de propriedade da Live Nation.